# Liste der höchsten Bauwerke der Welt

Burj Khalifa, höchstes Bauwerk der Erde

Diese Seite enthält eine Übersicht der höchsten freistehenden Bauwerke der Welt. Die hier aufgelisteten Bauwerke sind größtenteils mit ihrem höchsten Punkt eingetragen, meist der Antennenspitze.

## Höchste nicht abgespannte Bauwerke

Bekannte hohe Bauwerke im Vergleich aus dem Jahr 2012

Die folgende Liste der höchsten Bauwerke ist nach der absoluten Höhe geordnet, d. h. auch Antennen werden gewertet, die bei einer Ranglistung der höchsten Gebäude nicht berücksichtigt werden, da sie kein Teil der Gebäudearchitektur sind. So werden z. B. Fernsehtürme nicht als Gebäude angesehen, sondern lediglich als Bauwerk. Die höchsten Bauwerke sind in der World Federation of Great Towers (WFGT) vertreten. Einmal jährlich gibt es ein Treffen der Vertreter dieser Organisation.
Mit Seilen abgespannte Sendemasten, die Höhen bis 629 Meter erreichen können, und Ölplattformen werden in dieser Tabelle nicht berücksichtigt, wohl aber noch nicht fertiggestellte oder eröffnete Bauwerke, deren Endhöhe bereits erreicht ist.
| Rang | Bauwerk                                              | Höhe in m | Stadt/Ort                     | Staat                        | Baujahr(e) |
| ---- | ---------------------------------------------------- | --------- | ----------------------------- | ---------------------------- | ---------- |
| 1    | Burj Khalifa (ehem. Burj Dubai)                      | 830       | Dubai                         | Vereinigte Arabische Emirate | 2004–10    |
| 2    | Merdeka 118                                          | 678       | Kuala Lumpur                  | Malaysia                     | 2014–23    |
| 3    | Tōkyō Sky Tree                                       | 634       | Tokio                         | Japan                        | 2012       |
| 4    | Shanghai Tower                                       | 632       | Shanghai                      | Volksrepublik China          | 2014       |
| 5    | Mecca Royal Clock Tower Hotel                        | 601       | Mekka                         | Saudi-Arabien                | 2012       |
| 6    | Canton Tower                                         | 600       | Guangzhou                     | Volksrepublik China          | 2010       |
| 7    | Ping An International Finance Center                 | 599       | Shenzhen                      | Volksrepublik China          | 2017       |
| 8    | Goldin Finance 117                                   | 597       | Tianjin                       | Volksrepublik China          |            |
| 9    | Lotte World Tower                                    | 555       | Seoul                         | Südkorea                     | 2017       |
| 10   | CN Tower                                             | 553       | Toronto                       | Kanada                       | 1976       |
| 11   | One World Trade Center (ehem. Freedom Tower)         | 541       | New York City                 | Vereinigte Staaten           | 2014       |
| 12   | Ostankino-Turm                                       | 537       | Moskau                        | Russland                     | 1967       |
| 13   | Chow Tai Fook Centre                                 | 530       | Guangzhou                     | Volksrepublik China          | 2016       |
| 13   | Tianjin CTF Finance Center                           | 530       | Tianjin                       | Volksrepublik China          | 2019       |
| 15   | Zhongguo Zun                                         | 528       | Peking                        | Volksrepublik China          | 2018       |
| 16   | Willis Tower (ehem. Sears Tower)                     | 527       | Chicago                       | Vereinigte Staaten           | 1974       |
|      | World Trade Center, Nordturm WTC 1 A1                | 527       | New York City                 | Vereinigte Staaten           | 1972 A1    |
| 17   | Taipei 101                                           | 508       | Taipeh                        | Taiwan                       | 2004       |
| 18   | Shanghai World Financial Center                      | 492       | Shanghai                      | Volksrepublik China          | 2008       |
| 19   | International Commerce Centre                        | 484       | Hongkong                      | Hongkong                     | 2010       |
| 20   | Wuhan Greenland Center                               | 476       | Wuhan                         | Volksrepublik China          | 2012–23    |
| 21   | Central Park Tower                                   | 472       | New York City                 | Vereinigte Staaten           | 2019       |
| 22   | Oriental Pearl Tower                                 | 468       | Shanghai                      | Volksrepublik China          | 1994       |
| 23   | Lachta-Zentrum                                       | 462       | Sankt Petersburg              | Russland                     | 2018       |
| 24   | Landmark 81                                          | 461       | Ho-Chi-Minh-Stadt             | Vietnam                      | 2018       |
| 25   | 875 North Michigan Avenue                            | 457       | Chicago                       | Vereinigte Staaten           | 1969       |
| 26   | Changsha IFS Tower T1                                | 452       | Changsha                      | Volksrepublik China          | 2018       |
| 26   | Petronas Tower 1                                     | 452       | Kuala Lumpur                  | Malaysia                     | 1998       |
| 26   | Petronas Tower 2                                     | 452       | Kuala Lumpur                  | Malaysia                     | 1998       |
| 29   | Zifeng Tower                                         | 450       | Nanjing                       | Volksrepublik China          | 2010       |
| 29   | Suzhou Supertower                                    | 450       | Suzhou                        | Volksrepublik China          | 2019       |
| 26   | The Exchange 106                                     | 454       | Kuala Lumpur                  | Malaysia                     | 2019       |
| 32   | Empire State Building                                | 443       | New York City                 | Vereinigte Staaten           | 1931       |
| 33   | Kingkey 100                                          | 441       | Shenzhen                      | Volksrepublik China          | 2011       |
| 34   | Guangzhou International Finance Center               | 438       | Guangzhou                     | Volksrepublik China          | 2010       |
| 34   | Wuhan Center                                         | 438       | Wuhan                         | Volksrepublik China          | 2019       |
| 36   | Fernsehturm Bordsch-e Milad                          | 435       | Teheran                       | Iran                         | 2007       |
| 36   | 111 West 57th Street                                 | 435       | New York City                 | Vereinigte Staaten           | 2022       |
| 38   | Greenland Shandong International Financial Center    | 428       | Jinan                         | Volksrepublik China          | 2024       |
| 39   | One Vanderbilt                                       | 427       | New York City                 | Vereinigte Staaten           | 2020       |
| 39   | Dream Dubai Marina                                   | 427       | Dubai                         | Vereinigte Arabische Emirate | 2017       |
| 39   | Dongguan International Trade Center 1                | 427       | Dongguan                      | Volksrepublik China          | 2020       |
| 42   | 432 Park Avenue                                      | 426       | New York City                 | Vereinigte Staaten           | 2015       |
| 43   | Trump International Hotel and Tower                  | 423       | Chicago                       | Vereinigte Staaten           | 2009       |
| 44   | Jin Mao Tower                                        | 421       | Shanghai                      | Volksrepublik China          | 1998       |
| 45   | Fernsehturm Menara Kuala Lumpur                      | 420       | Kuala Lumpur                  | Malaysia                     | 1996       |
| 46   | Schornstein des Kohlekraftwerks Ekibastus            | 419       | Ekibastus                     | Kasachstan                   | 1987       |
| 47   | Two International Finance Centre                     | 415       | Hongkong                      | Hongkong                     | 2003       |
| 47   | Radio- und Fernsehturm Tianjin                       | 415       | Tianjin                       | Volksrepublik China          | 1991       |
|      | World Trade Center, Südturm WTC 2 A1                 | 415       | New York City                 | Vereinigte Staaten           | 1973 A1    |
| 49   | Princess Tower                                       | 414       | Dubai                         | Vereinigte Arabische Emirate | 2012       |
| 50   | Al Hamra Tower                                       | 413       | Kuwait                        | Kuwait                       | 2011       |
| 51   | LCT Landmark Tower                                   | 412       | Busan                         | Südkorea                     | 2019       |
| 52   | Central Radio and TV Tower                           | 405       | Peking                        | Volksrepublik China          | 1992       |
| 53   | Nanning China Resources Tower                        | 403       | Nanning                       | Volksrepublik China          | 2020       |
| 54   | Guiyang International Financial Center T1            | 401       | Guiyang                       | Volksrepublik China          | 2020       |
| 55   | 23 Marina                                            | 395       | Dubai                         | Vereinigte Arabische Emirate | 2011       |
| 56   | Iconic Tower                                         | 394       | Neue Hauptstadt               | Ägypten                      | 2024       |
| 57   | China Resources Headquarters                         | 392       | Shenzhen                      | Volksrepublik China          | 2018       |
| 58   | CITIC Plaza                                          | 391       | Guangzhou                     | Volksrepublik China          | 1997       |
| 59   | Fernsehturm Zhengzhou                                | 388       | Zhengzhou                     | Volksrepublik China          | 2010       |
| 59   | Shum Yip Upperhills Tower 1                          | 388       | Shenzhen                      | Volksrepublik China          | 2020       |
| 59   | Citymark Centre                                      | 388       | Shenzhen                      | Volksrepublik China          | 2022       |
| 62   | 30 Hudson Yards                                      | 387       | New York City                 | Vereinigte Staaten           | 2019       |
| 63   | Fernsehturm Kiew                                     | 385       | Kiew                          | Ukraine                      | 1973       |
| 63   | Capital Market Authority Headquarters                | 385       | Riad                          | Saudi-Arabien                | 2017       |
| 65   | Shun Hing Square                                     | 384       | Shenzhen                      | Volksrepublik China          | 1996       |
| 66   | Autograph Tower                                      | 383       | Jakarta                       | Indonesien                   | 2022       |
| 67   | Eton Place Dalian Tower 1                            | 382       | Dalian                        | Volksrepublik China          | 2015       |
| 68   | Nanning Logan Century 1                              | 381       | Nanning                       | Volksrepublik China          | 2018       |
| 68   | Burj Mohammed Bin Rashid                             | 381       | Abu Dhabi                     | Vereinigte Arabische Emirate | 2014       |
| 70   | Inco Superstack                                      | 380       | Greater Sudbury               | Kanada                       | 1972       |
| 70   | Elite Residence                                      | 380       | Dubai                         | Vereinigte Arabische Emirate | 2012       |
| 70   | Ostmast Hochspannungsleitung zu den Zhoushan-Inseln  | 380       | Zhoushan-Inseln               | Volksrepublik China          | 2019       |
| 70   | Westmast Hochspannungsleitung zu den Zhoushan-Inseln | 380       | Zhoushan-Inseln               | Volksrepublik China          | 2019       |
| 74   | Tuntex Sky Tower                                     | 378       | Kaohsiung                     | Taiwan                       | 1997       |
| 75   | Riverview Plaza A1                                   | 376       | Wuhan                         | Volksrepublik China          | 2021       |
| 75   | Shenzhen Center                                      | 376       | Shenzhen                      | Volksrepublik China          | 2021       |
| 77   | Fernsehturm Taschkent                                | 375       | Taschkent                     | Usbekistan                   | 1985       |
| 78   | Central Plaza                                        | 374       | Hongkong                      | Hongkong                     | 1992       |
| 78   | Federazija                                           | 374       | Moskau                        | Russland                     | 2017       |
| 80   | Liberation Tower                                     | 372       | Kuwait                        | Kuwait                       | 1996       |
| 80   | Fernsehturm Almaty                                   | 372       | Almaty                        | Kasachstan                   | 1983       |
| 82   | Kamin der Homer City Generating Station              | 371       | Homer City                    | Vereinigte Staaten           | 1977       |
| 83   | Kennecott Smokestack                                 | 370       | Garfield County               | Vereinigte Staaten           | 1974       |
| 83   | Kamin des Berjosowskaja GRES                         | 370       | Scharypowo                    | Russland                     | 1985       |
| 83   | Dalian International Trade Center                    | 370       | Dalian                        | Volksrepublik China          | 2019       |
| 83   | Address Boulevard                                    | 370       | Dubai                         | Vereinigte Arabische Emirate | 2017       |
| 83   | Nordmast Hochspannungsleitung zur Insel Zhoushan     | 370       | Zhoushan                      | Volksrepublik China          | 2010       |
| 83   | Südmast Hochspannungsleitung zur Insel Zhoushan      | 370       | Zhoushan                      | Volksrepublik China          | 2010       |
| 89   | Fernsehturm Riga                                     | 369       | Riga                          | Lettland                     | 1986       |
| 89   | Haitian Center Tower 2                               | 369       | Qingdao                       | Volksrepublik China          | 2021       |
| 91   | Fernsehturm Berlin                                   | 368       | Berlin                        | Deutschland                  | 1969       |
| 91   | Golden Eagle Tiandi Tower A                          | 368       | Nanjing                       | Volksrepublik China          | 2019       |
| 93   | Kamin des Mitchell Power Plant                       | 367       | Moundsville                   | Vereinigte Staaten           | 1971       |
| 93   | Bank of China Tower                                  | 367       | Hongkong                      | Hongkong                     | 1990       |
| 95   | Bank of America Tower                                | 366       | New York City                 | Vereinigte Staaten           | 2009       |
| 95   | Fernsehturm Küçük Çamlıca                            | 369       | Istanbul                      | Türkei                       | 2021       |
| 97   | The St. Regis Chicago                                | 365       | Chicago                       | Vereinigte Staaten           | 2020       |
| 98   | Almas Tower                                          | 363       | Dubai                         | Vereinigte Arabische Emirate | 2009       |
| 99   | Schornstein von Trbovlje                             | 360       | Trbovlje                      | Slowenien                    | 1976       |
| 99   | The Pinnacle                                         | 360       | Guangzhou                     | Volksrepublik China          | 2011       |
| 99   | Ping An Finance Center Tower 1                       | 360       | Jinan                         | Volksrepublik China          | 2023       |
| 102  | Huiyun Centre                                        | 359       | Shenzhen                      | Volksrepublik China          | 2023       |
| 103  | Hanking Center Tower                                 | 358       | Shenzhen                      | Volksrepublik China          | 2018       |
| 103  | Gevora Hotel                                         | 358       | Dubai                         | Vereinigte Arabische Emirate | 2018       |
| 103  | Greenland Group Suzhou Center                        | 358       | Suzhou                        | Volksrepublik China          | 2021       |
| 106  | Endesa Termic                                        | 356       | As Pontes de García Rodríguez | Spanien                      | 1974       |
| 106  | SEG Plaza                                            | 356       | Shenzhen                      | Volksrepublik China          | 2000       |
| 106  | Il Primo Tower 1                                     | 356       | Dubai                         | Vereinigte Arabische Emirate | 2023       |
| 106  | Galaxy World Tower 1                                 | 356       | Shenzhen                      | Volksrepublik China          | 2023       |
| 106  | Galaxy World Tower 2                                 | 356       | Shenzhen                      | Volksrepublik China          | 2023       |
| 111  | JW Marriott Marquis Dubai 1                          | 355       | Dubai                         | Vereinigte Arabische Emirate | 2011       |
| 111  | JW Marriott Marquis Dubai 2                          | 355       | Dubai                         | Vereinigte Arabische Emirate | 2011       |
| 111  | First Canadian Place                                 | 355       | Toronto                       | Kanada                       | 1975       |
| 114  | Emirates Office Tower                                | 354       | Dubai                         | Vereinigte Arabische Emirate | 2000       |
| 114  | Oko Tower 1                                          | 354       | Moskau                        | Russland                     | 2015       |
| 114  | Raffles City Chongqing T3N                           | 354       | Chongqing                     | Volksrepublik China          | 2019       |
| 114  | Raffles City Chongqing T4N                           | 354       | Chongqing                     | Volksrepublik China          | 2019       |
| 118  | The Torch                                            | 352       | Dubai                         | Vereinigte Arabische Emirate | 2011       |
| 118  | Central Bank of the Republic of Turkey Tower         | 352       | Istanbul                      | Türkei                       | 2024       |
| 120  | Schornstein der Phoenix-Kupferhütte                  | 351       | Baia Mare                     | Rumänien                     | 1995       |
| 120  | Forum 66 Tower 1                                     | 351       | Shenyang                      | Volksrepublik China          | 2015       |
| 122  | Stratosphere Las Vegas                               | 350       | Las Vegas                     | Vereinigte Staaten           | 1996       |
| 122  | Lotus Tower                                          | 350       | Colombo                       | Sri Lanka                    | 2018       |
| 122  | Schornstein des Kraftwerks Syrdarja                  | 350       | Shirin                        | Usbekistan                   | 1980       |
| 122  | Xi An Glory International Financial Center           | 350       | Xi’an                         | Volksrepublik China          | 2020       |

### Ausgewählte Bauwerke unter 350 m
| Bauwerk                                 | Höhe in m | Stadt/Ort          | Staat                        | Baujahr   |
| --------------------------------------- | --------- | ------------------ | ---------------------------- | --------- |
| Aon Center                              | 346       | Chicago            | Vereinigte Staaten           | 1973      |
| The Center                              | 346       | Hongkong           | Hongkong                     | 1998      |
| Four Times Square                       | 341       | New York City      | Vereinigte Staaten           | 2000      |
| Schornstein des Kraftwerkes Plomin      | 340       | Kršan              | Kroatien                     | 1970      |
| West Pearl Tower                        | 339       | Chengdu            | Volksrepublik China          | 2004      |
| Macau Tower                             | 338       | Macau              | Macau                        | 2001      |
| Europaturm                              | 338       | Frankfurt am Main  | Deutschland                  | 1979      |
| Drachenturm                             | 336       | Harbin             | Volksrepublik China          | 2000      |
| Keangnam Hanoi Landmark Tower           | 336       | Hanoi              | Vietnam                      | 2012      |
| Rose Tower                              | 333       | Dubai              | Vereinigte Arabische Emirate | 2007      |
| Shimao International Plaza              | 333       | Shanghai           | Volksrepublik China          | 1996      |
| Tokyo Tower                             | 333       | Tokio              | Japan                        | 1958      |
| Fernsehturm Emley Moor                  | 331       | Yorkshire          | Vereinigtes Königreich       | 1970      |
| Al Yaqoub Tower                         | 330       | Dubai              | Vereinigte Arabische Emirate | 2012      |
| Ryugyŏng-Hotel A2                       | 330       | Pjöngjang          | Nordkorea                    | 1992 2013 |
| China World Trade Center                | 330       | Peking             | Volksrepublik China          | 2009      |
| Eiffelturm                              | 330       | Paris              | Frankreich                   | 1889      |
| The Index                               | 328       | Dubai              | Vereinigte Arabische Emirate | 2010      |
| Baiyoke Tower 2                         | 328       | Bangkok            | Thailand                     | 1997      |
| Sky Tower                               | 328       | Auckland           | Neuseeland                   | 1997      |
| Atto-Turm                               | 325       | Manaus             | Brasilien                    | 2015      |
| The Landmark                            | 324       | Abu Dhabi          | Vereinigte Arabische Emirate | 2012      |
| Q1 Tower                                | 323       | Gold Coast         | Australien                   | 2005      |
| Burj al Arab                            | 321       | Dubai              | Vereinigte Arabische Emirate | 1999      |
| Chrysler Building                       | 319       | New York City      | Vereinigte Staaten           | 1930      |
| New York Times Tower                    | 319       | New York City      | Vereinigte Staaten           | 2007      |
| Nina Towers                             | 319       | Hongkong           | Hongkong                     | 2006      |
| Bank of America Plaza                   | 317       | Atlanta            | Vereinigte Staaten           | 1993      |
| HHHR Tower                              | 317       | Dubai              | Vereinigte Arabische Emirate | 2010      |
| Fernsehturm Tallinn                     | 314       | Tallinn            | Estland                      | 1980      |
| Sky Tower                               | 312       | Abu Dhabi          | Vereinigte Arabische Emirate | 2010      |
| Fernsehturm Jerewan                     | 312       | Jerewan            | Armenien                     | 1977      |
| Fernsehturm Guishan                     | 311       | Wuhan              | Volksrepublik China          | 1986      |
| Fernsehturm Sankt Petersburg            | 310       | Sankt Petersburg   | Russland                     | 1962      |
| Schornstein Kohlekraftwerk Ugljevik     | 310       | Ugljevik           | Bosnien und Herzegowina      | 1985      |
| U.S. Bank Tower                         | 310       | Los Angeles        | Vereinigte Staaten           | 1990      |
| Menara Telekom                          | 310       | Kuala Lumpur       | Malaysia                     | 2001      |
| Ocean Heights                           | 310       | Dubai              | Vereinigte Arabische Emirate | 2010      |
| Pearl River Tower                       | 310       | Guangzhou          | Volksrepublik China          | 2011      |
| The Shard                               | 310       | London             | Vereinigtes Königreich       | 2012      |
| Emirates Hotel Tower                    | 309       | Dubai              | Vereinigte Arabische Emirate | 2000      |
| AT&T Corporate Center                   | 307       | Chicago            | Vereinigte Staaten           | 1989      |
| Schornstein des Kraftwerks Buschhaus    | 307       | Schöningen         | Deutschland                  | 1985      |
| The Address Downtown Dubai              | 306       | Dubai              | Vereinigte Arabische Emirate | 2008      |
| JPMorgan Chase Tower                    | 305       | Houston            | Vereinigte Staaten           | 1982      |
| Northeast Asia Trade Tower              | 305       | Incheon            | Südkorea                     | 2010      |
| Fernsehturm Shenyang                    | 305       | Shenyang           | Volksrepublik China          | 1989      |
| Etihad Tower 2                          | 305       | Abu Dhabi          | Vereinigte Arabische Emirate | 2011      |
| Sydney Tower                            | 305       | Sydney             | Australien                   | 1981      |
| Two Prudential Plaza                    | 303       | Chicago            | Vereinigte Staaten           | 1990      |
| Kamin Heizkraftwerk Chemnitz-Nord       | 302       | Chemnitz           | Deutschland                  | 1983      |
| Wells Fargo Plaza                       | 302       | Houston            | Vereinigte Staaten           | 1983      |
| One Shell Plaza                         | 302       | Houston            | Vereinigte Staaten           | 1971      |
| Capital City Moscow Tower               | 302       | Moskau             | Russland                     | 2010      |
| Kingdom Centre                          | 302       | Riad               | Saudi-Arabien                | 2002      |
| Zotino Tall Tower Observation Facility  | 302       | Sotino             | Russland                     | 2006      |
| Schornstein des Kohlekraftwerkes Kakanj | 300       | Kakanj             | Bosnien und Herzegowina      | 1987      |
| Fernsehturm Sint-Pieters-Leeuw          | 300       | Sint-Pieters-Leeuw | Belgien                      | 1996      |
| Commerzbank Tower                       | 300       | Frankfurt am Main  | Deutschland                  | 1997      |
| Aspire Tower                            | 300       | Doha               | Katar                        | 2006      |
| Arraya Tower                            | 300       | Kuwait             | Kuwait                       | 2009      |
| Gran Torre Santiago                     | 300       | Santiago de Chile  | Chile                        | 2014      |

## Höchste Bauwerke im Bau
Mit einer geplanten Endhöhe von mehr als 1000 Metern soll der im Bau befindliche Jeddah Tower das höchste Bauwerk der Welt werden; seit 2018 befand er sich jedoch im Baustopp. Im September 2023 wurde der Bau fortgesetzt.
Etwa 53 Bauwerke über 350 m befinden sich weltweit im Bau (Stand Juni 2022), davon ca. 80 % in der Volksrepublik China.
Die Bauwerke außerhalb Chinas sind: Dubai Creek Tower (Dubai, die voraussichtliche Höhe des Turms soll zwischen 928 und 1400 Metern liegen.), Crystal Top Tower (Incheon, 448 m), One Bangkok O4H4 (Bangkok, 436 m), JPMorgan Chase World Headquarters (New York City, 423 m), zwei Minarette der Heiligen Moschee in Mekka (420 m), Tour F (Abidjan, Elfenbeinküste, 386 m), Ciel Tower (Dubai, 365 m) und der neue Sitz der Türkischen Zentralbank in Istanbul (352 m). Geplant ist außerdem der Coronation Square Tower 1 in Johor Bahru, Malaysia (370 m).
Die höchsten im Bau befindlichen Wolkenkratzer Chinas (Stand Juni 2022) sind das Suzhou Zhongnan Center in Suzhou sowie das Greenland Jinmao International Financial Center und der HeXi Yuzui Tower A in Nanjing mit je 499 m, zudem Fuyuan Zhongshan 108 IFC in Zhongshan und China International Silk Road Center in Xi’an mit je 498 m. 2023 fertiggestellt werden soll der Chengdu Greenland Tower in Chengdu (468 m).

## Höchste Bauwerke nach Funktion
| Bauwerkstyp                   | Bauwerk                                                 | Ort                      | Staat                        | Höhe in m | Baujahr ggf. Abriss | Bemerkungen |
| ----------------------------- | ------------------------------------------------------- | ------------------------ | ---------------------------- | --------- | ------------------- | --- |
| Gebäude, Hochhaus             | Burj Khalifa                                            | Dubai                    | Vereinigte Arabische Emirate | 828       | 2010                | Höchstes Bauwerk der Welt, 163 nutzbare Etagen, mind. 189 insgesamt |
| Stahlbetonturm, Fernsehturm   | Tōkyō Sky Tree                                          | Tokio                    | Japan                        | 634       | 2012                | Dritthöchstes Bauwerk der Erde und höchster Fernsehturm |
| Sendemast (abgespannt)        | KVLY-Mast                                               | Fargo                    | Vereinigte Staaten           | 629       | 1963                | Zurzeit (Stand 2020) der höchste Sendemast der Erde. Bis zu seinem Einsturz am 8. August 1991 war der Sendemast Konstantynów mit einer Höhe von 646,38 m das höchste Bauwerk und somit auch der höchste Sendemast der Welt. |
| Hotel                         | Mecca Royal Clock Tower Hotel                           | Mekka                    | Saudi-Arabien                | 601       | 2012                | Höchstes Hotel der Welt |
| Bürogebäude                   | One World Trade Center                                  | New York City            | Vereinigte Staaten           | 541       | 2014                | Höchstes Bürogebäude der Welt |
| Doppelturm                    | Petronas Towers                                         | Kuala Lumpur             | Malaysia                     | 452       | 1998                | 88 Etagen |
| Schornstein                   | Schornstein des Kraftwerks Ekibastus                    | Ekibastus                | Kasachstan                   | 420       | 1987                | |
| Stahlfachwerkturm             | Fernsehturm Kiew                                        | Kiew                     | Ukraine                      | 385       | 1973                | |
| Freileitungsmast              | Hochspannungsleitung zur Insel Zhoushan                 | Dinghai                  | Volksrepublik China          | 370       | 2010                | |
| Hybridturm                    | Gerbrandytoren                                          | IJsselstein              | Niederlande                  | 367       | 1961                | |
| Wohngebäude                   | Central Park Tower                                      | New York City            | Vereinigte Staaten           | 472       | 2020                | |
| Brücke, Pylonbrücke           | Viaduc de Millau                                        | Millau                   | Frankreich                   | 343       | 2004                | |
| Damm                          | Jinping I                                               | Sichuan                  | Volksrepublik China          | 305       | 2013                | Wird voraussichtlich vom im Bau befindlichen Rogun-Staudamm in Rogun, Tadschikistan, abgelöst, welcher 335 Meter hoch werden soll.                                                                                          |
| Windkraftanlage               | Naturstromspeicher Gaildorf                             | Gaildorf                 | Deutschland                  | 247       | 2017                | GE 3.4-137 mit Rotordurchmesser von 137 m und einer Nabenhöhe von 178 m. |
| Aufzugstestturm               | Thyssenkrupp Testturm (China)                           | Zhongshan City           | Volksrepublik China          | 248       | 2018                | Testturm für Hochgeschwindigkeitsaufzüge |
| Universitätsgebäude           | Hauptgebäude der Lomonossow-Universität                 | Moskau                   | Russland                     | 240       | 1953                | |
| Bauruine                      | Fernsehturm Jekaterinburg                               | Jekaterinburg            | Russland                     | 220       | 1990 2018           | |
| Minarett                      | Hassan-II.-Moschee                                      | Casablanca               | Marokko                      | 210       | 1993                | |
| Kühlturm                      | Kühlturm des Kraftwerks Kalisindh                       | Jhalawar                 | Indien                       | 202       | 2012                | |
| Messmast                      | Atto-Turm                                               | São Sebastião do Uatumã  | Brasilien                    | 325       | 2015                | Klimaforschungs-Messturm im Amazonas und höchste Konstruktion Südamerikas |
| Monument                      | Gateway Arch                                            | St. Louis                | Vereinigte Staaten           | 192       | 1965                | |
| Pfeilerbrücke                 | Europabrücke                                            | Innsbruck                | Österreich                   | 190       | 1963                | |
| Holzturm (historisch)         | Sendeturm Mühlacker                                     | Mühlacker                | Deutschland                  | 190       | 1934 1945           | Am 6. April 1945 von der SS gesprengt |
| Statue                        | Statue der Einheit                                      | Gujarat                  | Indien                       | 182       | 2018                | |
| Säule                         | San Jacinto Monument                                    | La Porte                 | Vereinigte Staaten           | 174       | 1939                | |
| Gebäude mit Kirchturmspitze   | Chicago Temple                                          | Chicago                  | Vereinigte Staaten           | 173       | 1922–1923           | |
| Flaggenmast                   | Fahnenmast der Neuen Hauptstadt Ägyptens                | Neue Hauptstadt Ägyptens | Ägypten                      | 202       | 2021                | |
| Obelisk                       | Washington Monument                                     | Washington, D.C.         | Vereinigte Staaten           | 169       | 1884                | |
| Opernhaus                     | Civic Opera House                                       | Chicago                  | Vereinigte Staaten           | 169       | 1929                | |
| Museum                        | Mole Antonelliana                                       | Turin                    | Italien                      | 168       | 1888                | |
| Riesenrad                     | Ain Dubai                                               | Dubai                    | Vereinigte Arabische Emirate | 250       | 2021                | |
| Kirchturm                     | Ulmer Münster                                           | Ulm                      | Deutschland                  | 161       | 1377–1890           | |
| Industriehalle                | Vehicle Assembly Building                               | Kennedy Space Center     | Vereinigte Staaten           | 160       | 1965                | |
| Gedenkkreuz                   | Valle de los Caídos                                     | El Escorial              | Spanien                      | 152       | 1958                | |
| Krankenhausgebäude            | Li Shu Pui Building des Hong Kong Sanatorium & Hospital | Hongkong                 | Volksrepublik China          | 148       | 2008                | |
| Achterbahn                    | Kingda Ka                                               | Jackson                  | Vereinigte Staaten           | 139       | 2005                | Bestandteil von Six Flags Great Adventure |
| Pyramide                      | Cheops-Pyramide                                         | Gizeh                    | Ägypten                      | 139       | ca. 2500 v. Chr.    | |
| Flughafen-Kontrollturm        | BKK-Kontrollturm am Flughafen Bangkok-Suvarnabhumi      | Bangkok                  | Thailand                     | 132       | 2006                | |
| Backsteinturm                 | Stiftsbasilika St. Martin                               | Landshut                 | Deutschland                  | 130,1     | 1398                | |
| Silo (ungenutzt)              | Henninger-Turm                                          | Frankfurt am Main        | Deutschland                  | 120       | 1959–1961 2013      | Wurde ab 2005 nicht mehr als Getreidesilo genutzt. Die hochgelegenen Drehrestaurants waren seit dem 31. Oktober 2002 für den Besucherverkehr geschlossen. 2013 abgerissen.                                                  |
| Silo (aktuell genutzt)        | Swissmill Tower                                         | Zürich                   | Schweiz                      | 118       | 2016                | Hinter dem Prime Tower (126 m) zweithöchstes Bauwerk Zürichs |
| Holzturm (bestehend)          | Sendeturm Gleiwitz                                      | Gliwice                  | Polen                        | 118       | 1935                | Höchster Holzturm der Welt |
| Leuchtreklame                 | Bayer-Kreuz                                             | Leverkusen               | Deutschland                  | 118       | 1958                | Noch größere Vorläufer-Leuchtreklame von 1933 bis 1944 zwischen zwei 220 Meter hohen Schornsteinen |
| Seilbahnstütze                | Ha-Long-Queen-Seilbahn                                  | Vịnh Hạ Long             | Vietnam                      | 189       | 2016                | |
| Kino                          | Cineworld (Glasgow)                                     | Glasgow                  | Vereinigtes Königreich       | 62        | 2001                | |
| Fachwerk-Aussichtsturm        | Possenturm                                              | Sondershausen            | Deutschland                  | 42        | 1781                | Ältester Aussichtsturm Europas |
| „klassisch“ gebaute Windmühle | De Nolet                                                | Schiedam                 | Niederlande                  | 42        | 2006                | |